# Hiroto Arai
Hiroto Arai (新井 博人 Arai Hiroto?), född 22 juni 1996 i Tokyo prefektur, är en japansk fotbollsspelare.
Arai började sin karriär 2019 i Giravanz Kitakyushu. 